# Hrabstwo Dawson (Teksas)

Piramida wieku hrabstwa

Hrabstwo Dawson – hrabstwo położone w Stanach Zjednoczonych, w środkowo-zachodniej części stanu Teksas. Siedzibą hrabstwa jest Lamesa, a inne miejscowości to Ackerly, Los Ybanez i Welch (CDP). Hrabstwo liczy 11 758 mieszkańców (2024), z dominującą populacją Latynosów (56,4%). Kobiety stanowiły 42,2% populacji.

## Historia
Hrabstwo utworzono w 1876 roku poprzez wydzielenie terytorium z Young Territory. Później podlegało jeszcze zmianom, a ostateczny, obecny kształt uzyskało w 1905 roku, kiedy to także zorganizowano władze hrabstwa, a Lamesa została wybrana na siedzibę hrabstwa. Nazwa hrabstwa pochodzi od nazwiska Nicholasa Mosby Dawsona (1808-1842), żołnierza w rewolucji teksańskiej, poległego w tzw. Masakrze Dawsona (ang. Dawson Massacre).

## Geografia
Hrabstwo Dawson obejmuje obszar 2336 km² (902 mil²) niskotrawiastych prerii (shortgrass prairie). Położone jest na wschodnim krańcu Llano Estacado, na południowym krańcu Wysokich Równin, około 100 km na południe od Lubbock. Teren pokryty jest glebami piaszczystymi i gliniastymi, a jego wysokość waha się od 792 do 975 metrów (2600 do 3200 stóp) nad poziomem morza.

### Sąsiednie hrabstwa
- Hrabstwo Lynn (północ)
- Hrabstwo Borden (wschód)
- Hrabstwo Martin (południe)
- Hrabstwo Gaines (zachód)
- Hrabstwo Terry (północny zachód)
- Hrabstwo Andrews (południowy zachód)
- Hrabstwo Borden (południowy wschód)

## Gospodarka
Gospodarka opiera się na rolnictwie i wydobyciu ropy naftowej. Główne uprawy to bawełna (19. miejsce w Teksasie w 2022 roku, z 5. miejscem w 2017) oraz orzeszki ziemne (4866 akrów upraw w 2022). Ważna jest też hodowla trzody chlewnej (10. miejsce w stanie w 2022), produkcja siana (23. miejsce w 2022) oraz uprawy pszenicy i sorgo. 
Zgodnie z danymi USDA z 2022 roku, wartość sprzedanych produktów rolnych w hrabstwie wyniosła 52,5 mln dolarów. Agrobiznesy, w tym produkcja pierwotna i przetwórstwo, odgrywają kluczową rolę, a nawadnianie upraw opiera się na wodzie gruntowej z warstwy wodonośnej Ogallala.

## Główne drogi
Przez teren hrabstwa przebiegają między innymi dwie drogi krajowe oraz stanowe:
- U.S. Route 87
- U.S. Route 180
- Droga stanowa nr 83
- Droga stanowa nr 137